# Octopath Traveler II
Octopath Traveler II ist ein Rollenspiel-Videospiel, das von Square Enix und Acquire entwickelt und von Square Enix veröffentlicht wird. Es ist eine Fortsetzung von Octopath Traveler (2018) und der dritte Eintrag in der Serie nach dem mobilen Vorgängerspiel Octopath Traveler: Champions of the Continent (2020), obwohl es eine neue Besetzung von Charakteren und ein anderes Setting als die vorherigen Spiele bietet. Es wurde weltweit am 24. Februar 2023 für Nintendo Switch, PlayStation 4, PlayStation 5 und Windows veröffentlicht; es ist das erste Octopath-Spiel, das auf PlayStation-Plattformen veröffentlicht wurde.

## Spielprinzip
Ähnlich wie der erste Octopath Traveler spielt sich das Spiel wie ein traditionelles JRPG. Der Spieler bewegt sich zwischen acht verschiedenen Charakteren, von denen jeder seine eigene Aufgabe hat, die Spielwelt zu durchqueren. Auch hier hat jeder Charakter seine eigene „Pfadaktion“ – ein besonderes Mittel für den Spieler, um den jeweiligen Charakter mit Nicht-Spieler-Charakteren in der Spielwelt interagieren zu lassen, oft mit dem Ziel, Belohnungsgegenstände oder Charaktere zu erhalten, die zur Unterstützung der eigenen Sache kämpfen. Neu in der Fortsetzung ist, dass es verschiedene „Tag-“ und „Nacht“-Segmente des Gameplays gibt, wobei die Pfadaktionen je nach Tageszeit unterschiedlich sind. So kann der Spieler beispielsweise wählen, ob er die Figur Hikari tagsüber gegen andere Charaktere antreten lässt, um neue Fähigkeiten für den Kampf zu erlernen, während er nachts die Möglichkeit hat, die Spielwährung auszugeben, um Charaktere für Informationen oder Gegenstände zu bestechen.
Das Spiel behält auch das rundenbasierte Kampfsystem des ersten Spiels bei, einschließlich des „Break“- und „Boost“-Systems. Jeder Gegner hat eine Reihe von versteckten „Schwäche“-Attributen, die sich darauf beziehen, dass er gegen bestimmte Waffen oder Elemente schwach ist. Wird eine solche Schwäche entdeckt, erscheint ein Indikator auf dem Bildschirm, und wenn sie oft genug ausgenutzt wird, kommt es zu einem „Break“, der den Feind vorübergehend schwächt. In jeder Runde werden „Verstärkungspunkte“ gesammelt, die für zusätzliche Züge in zukünftigen Runden verwendet werden können. Neu im Kampfsystem sind die „Latent Powers“, die ähnlich wie die „Limit Breaks“ in Final Fantasy funktionieren, d. h. Moves, auf die nur zugegriffen werden kann, wenn sich im Laufe eines Kampfes ein Wert angesammelt hat.

## Geschichte
Während Octopath Traveler II die gleiche Struktur beibehält und die Geschichten von acht verschiedenen Charakteren im Spiel verfolgt, folgt es acht neuen Charakteren in einer neuen Umgebung, die sich von den vorherigen Spielen unterscheidet. Es findet in der Welt von Solistia statt, einer Umgebung, die moderner ist als die mittelalterliche Umgebung des vorherigen Spiels, die eher wie etwas aus dem neunzehnten oder zwanzigsten Jahrhundert dargestellt wird. Zur Hauptbesetzung des Spiels gehören Agnea Bristarni, eine Tänzerin; Partitio Yellowil, ein Händler; Hikari Ku, ein Krieger; Osvald V. Vanstein, ein Gelehrter; Throné Anguis, ein Dieb; Temenos Mistral, ein Kleriker; Castti Florenz, ein Apotheker; und Ochette, ein Jäger. Der Beruf eines Charakters steht in der Regel im Zusammenhang mit dem übergeordneten Ziel des Charakters; die Tänzerin Agnea ist auf der Suche nach einem weltberühmten Entertainer, und der Händler Partitio ist auf der Suche nach Geld und einem Ende der Armut. Hikaris Geschichte folgt seinem Bestreben, nach Hause zurückzukehren, nachdem er von an vielen Schlachten teilnehmen musste, Osvald ist auf der Suche nach Rache an einem Mann, der sein Leben ruiniert hat, Throné ist auf der Suche nach Freiheit, Castti und Temenos sind auf getrennten Reisen, die mit persönlicher Entdeckung und Wahrheit zu tun haben, und Ochette ist auf der Suche nach Kreaturen der Legende. Die Geschichten der Charaktere sind stärker miteinander verwoben als im vorherigen Spiel.

## Rezeption
Octopath Traveler II erhielt laut dem Review-Aggregator Metacritic „allgemein positive“ Kritiken.
RPGFan behauptete, dass das Spiel seinen Vorgänger übertrifft: „Octopath Traveler II nimmt alles, was am ersten Spiel gut war, dreht es auf, fügt ein paar Qualitätsverbesserungen hinzu und ist in der Tat das bessere Spiel.“
Jason Schreier von Bloomberg meint: Eines der besten JRPGs, die je gemacht wurden, Punktum. Einfach ein Meisterwerk von Anfang bis Ende.